# Rudolf Grau
Rudolf Friedrich Grau (* 20. April 1835 in Heringen (Werra); † 5. August 1893 in Königsberg i. Pr.) war ein evangelisch-lutherischer Theologe an der Albertus-Universität Königsberg.
Als Sohn eines Pfarrers studierte Grau von 1854 bis 1857 Evangelische Theologie in Leipzig, Erlangen und Marburg, wo seine maßgeblichen Lehrer Johann von Hofmann und August Vilmar waren. Im Sommer 1854 wurde er Mitglied der Leipziger Universitäts-Sängerschaft zu St. Pauli (heute Deutsche Sängerschaft). Vom 1857 bis 1869 war Grau als Hauslehrer tätig. 1861 habilitierte er sich in Marburg. Nach fünfjähriger Tätigkeit als Privatdozent wurde er 1865 zum Extraordinarius ernannt. 1866 folgte er dem Ruf der Albertina auf den Lehrstuhl für evangelische Theologie. Im Amtsjahr 1889/90 wurde er zu ihrem Prorektor gewählt. Ab 1870 war er mit Martha von Behr verheiratet.

## Werke
- Semiten und Indogermanen. Eine Apologie des Christentums vom Standpunkte der Völkerpsychologie, Stuttgart 1864 (2. Aufl. Gütersloh 1867).
- Entwicklungsgeschichte des neutestamentlichen Schrifttums, 2 Bde., Gütersloh 1871.
- Ursprünge und Ziele unserer Kulturentwicklung, Gütersloh 1875.
- A.F.C.Vilmar und J.Chr.K.v.Hofmann. Erinnerungen, Gütersloh 1879.
- Bibelwerk für die Gemeinde, 2 Bände, Bielefeld/Leipzig 1877–1880 (2. Aufl. 1889–1890).
- Das Selbstbewusstsein Jesu, Nördlingen 1887.
- Luther's Katechismus, erklärt aus biblischer Theologie. Eine kurze Glaubenslehre, Gütersloh 1891. (ULB Münster)